# El Carmen de Bolívar

Localização do município de El Carmem de Bolívar no departamento de Bolívar

El Carmen de Bolívar é um município da Colômbia no departamento de Bolívar, com 114 km a sudeste de Cartagena das Indias. Situa-se no sistema orográfico dos Montes de María, sendo a maior população, bem como aquela que concentra o movimento económico e comercial da sub-região. É o terceiro município mais populoso do departamento. Trata-se de um importante centro agrícola, considerado "a despensa agrícola e alimentar do departamento bolívar" por ser um grande fornecedor de todo o departamento de produtos como o abacate, tabaco, cacau, banana, yus e sésamo.3 É também conhecida como a "Cidade Doce da Colômbia", uma vez que uma parte da sua economia se baseia no processamento de alimentos como os Biscoitos de Chepacorina, Coco Casadilla, Panochas, entre outros.
Quanto às infraestruturas de transportes, a sua posição geograficamente privilegiada liga as Caraíbas colombianas aos Santanderes e ao interior do país através de uma interligação entre a Ruta del Sol III, da mesma forma é um ponto chave da ligação do oeste do país aos grandes portos de Barranquilla e Cartagena. Em breve ligará esta duas importantes artérias rodoviárias nacionais com o Golfo das Morrosquillo através dos Montes Transversais das María.

Durante o tempo da Independência, ela distinguiu-o pelo apoio dos seus habitantes à causa liberai liderada pelo Coronel Manuel Cortés Campomanes, que lhe valeu o tempo para ser erguida numa aldeia em 1812. Na segunda metade do século XIX adquiriu importância estratégica e económica no início do comércio de produtores agrícolas como o tabaco e o café através do Porto de Jesus del Río, no rio Magdalena em direção ao Sítio das Barrancas de San Nicolás, o que lhe permitiu tornar-se um dos principais centros de exportação do país até à primeira metade do século XX.